# NGC 4402
NGC 4402 — спиральная галактика (Sb) в созвездии Дева. Галактика необычна тем, что горячий газ, заполняющий близлежащее галактическое скопление, выметает из неё строительный материал для рождения новых звёзд.